# Tetrameranthus
Tetrameranthus es un género de plantas fanerógamas  perteneciente a la familia de las anonáceas. Tiene seis especies y son nativas de América meridional.

## Sistemática

### Taxonomía
El género fue descrito por Robert Elias Fries y publicado en Acta Horti Bergiani 12: 554. 1939.  La especie tipo es:  Tetrameranthus duckei

### Especies
Comprende las siguientes especies:
| Ilustración | Nombre binomial Autor                     | Nombre común | Número de subespecies | Estado de conservación | Distribución                  |
| --- | ----------------------------------------- | ------------ | --------------------- | ---------------------- | ----------------------------- |
| | Tetrameranthus duckei R.E. Fr.            | Banayo       | Ninguna               | LC                     | Brasil, Colombia y Venezuela. |
| | Tetrameranthus globuliferus Westra        |              | Ninguna               | NT                     | Ecuador.                      |
| | Tetrameranthus guianensis Westra y Maas   |              | Ninguna               | NE                     | Brasil y Guayana Francesa     |
| | Tetrameranthus laomae D.R.Simpson         | Sacha anona  | Ninguna               | LC                     | Brasil, Colombia y Perú.      |
| | Tetrameranthus macrocarpus R.E. Fr.       |              | Ninguna               | NE                     |                               |
| | Tetrameranthus pachycarpus Westra         |              | Ninguna               | NE                     | Perú                          |
| | Tetrameranthus trichocarpus Mass y Westra |              | Ninguna               | NE                     | Perú                          |
| | Tetrameranthus umbellatus Westra          |              | Ninguna               | NE                     | Perú                          |
| Nota: A menos que se indica lo contrario, la información de esta tabla corresponde a la proporcionada en W3TROPICOS. |                                           |              |                       |                        |                               |

#### Publicaciones
- Fries, R. E. (1939). «Revision der Arten einiger Annonaceen-Gattungen. V». Acta Horti Bergiani (en alemán) 12 (3): 554-558.
- Westra, Lubbert Y.Th.; Maas, Paul J.M. (2012). «Tetrameranthus (Annonaceae) revisited including a new species». PhytoKeys (en inglés) 12: 1-12. PMID 22645410. doi:10.3897/phytokeys.12.2771.

#### En línea
- Forzza, R. C. (2010). «Lista de espécies Flora do Brasil». Jardim Botânico do Rio de Janeiro (en portugués). Río de Janeiro. Archivado desde el original el 6 de junio de 2015.
- Muriel, P.; Pitman, N. (2003). «Tetrameranthus globuliferus». Lista Roja de especies amenazadas de la UICN 2020.2. Consultado el 1 de octubre de 2020.
- Verspagen, N.; Erkens, R. H. J. (2020a). «Tetrameranthus duckei». Lista Roja de especies amenazadas de la UICN 2020.2. Consultado el 1 de octubre de 2020.
- Verspagen, N.; Erkens, R. H. J. (2020b). «Tetrameranthus laomae». Lista Roja de especies amenazadas de la UICN 2020.2. Consultado el 1 de octubre de 2020.

- Datos: Q1323990
- Especies: Tetrameranthus